# Salmo (rappeur)
Salmo, de son vrai nom Maurizio Pisciottu, né le 29 juin 1984 à Olbia, Sardaigne, est un rappeur italien.

## Biographie

### Débuts (1997–2011)
Salmo commence sa carrière musicale à 13 ans, effectuant ses premières rimes entre 1997 et 1998. En 1999, il enregistre et publie sa première démo Premeditazione e dolo avec les rappeurs Bigfoot et Scascio (avec qui il formera le crew Premeditazione e Dolo), puis publie en 2004 sa première démo solo, intitulée Sotto pelle ; l'année suivante, il produit et publie sa seconde démo, Mr. Antipatia.
Hormis sa carrière solo, Salmo participe à divers autres groupes comme celui axé rap metal Skasico, avec qui il publie les albums Terapia (2004), 21 Grams (2006) et Orange Bloom (2008)  ; en 2008, il collabore avec To Ed Gein pour produire Toedgein (2008) et Shell Shock (2011), et en 2009 il produit l'EP Merciful Bullets du groupe stoner rock Three Pigs' Trip.

### Nouveaux albums (2011–2012)
En 2011, Salmo il publie son premier album studio, intitulé The Island Chainsaw Massacre, qui lui apporte un peu de notoriété sur la scène hip-hop nationale,. L'année suivante il participe à la mixtape Machete Mixtape (autoproduite chez Machete Empire Records) qui fait participer divers artistes locaux comme Ensi, Bassi Maestro, Clementino et MadMan. Il comprend aussi Vai Jack!, une diss song à l'encontre de Pino Scotto.
Puis Salmo il enregistre son deuxième album Death USB, publié le 23 février, qui fait paraître cinq clips, dont Il pentacolo, Negative Youth, Death USB, Doomsday et Demons to Diamonds. Aux MTV Hip Hop Awards de 2012, Salmo est récompensé dans la catégorie « meilleur crossover ». Toujours en 2012, il participe avec la Machete Crew à la réalisation de la mixtape Machete Mixtape Vol II, qui comprend Stupido gioco del rap et Disobey.

### Midnite(2013–2014)

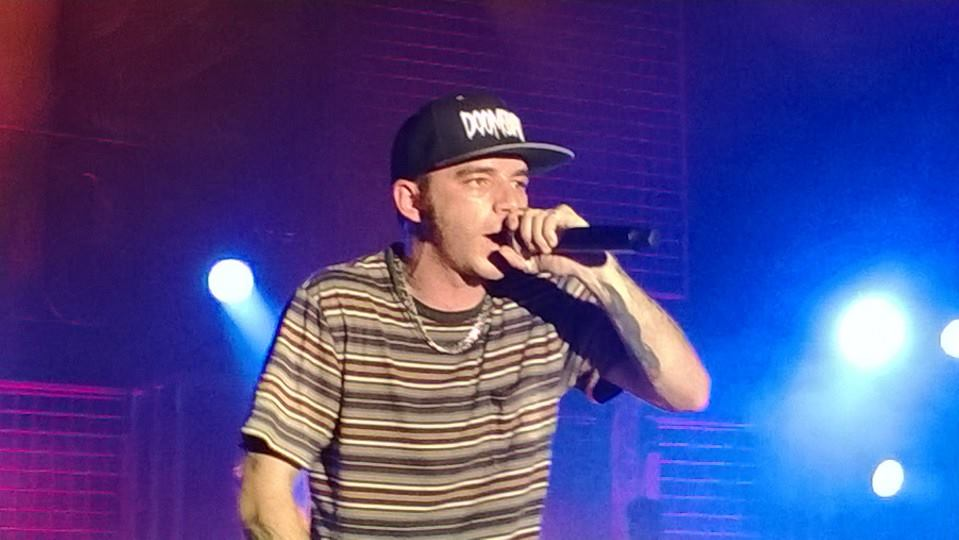
Salmo en concert à Milan en 2013.

Le 18 mars 2013, Salmo révèle la liste des chansons de son troisième album Midnite, publié le 2 avril, et anticipé le 21 mars par le single Russell Crowe. L'album débute premier des classements italiens. Le 18 avril, il sort le clip de la chanson Rob Zombie, enregistrée avec Noyz Narcos, suivi du clip de S.A.L.M.O.. Le 22 juillet sort le clip de Killer Game, réalisé eb collaboration avec Gemitaiz et MadMan, puis Midnite est certifié disque d'or pour 30 000 exemplaires vendus. En août, il collabore avec le groupe d'horrorcore néerlandais Dope D.O.D sur la chanson Blood Shake, qui sort le 5 septembre.
Le 17 septembre sort le single The Island réalisé avec El Raton, Enigma et DJ Slait.
Le 24 décembre, Salmo publie un freestyle intitulé Buon N***** avec les rappeurs Gemitaiz et MadMan.
Le 19 mai 2014, sur sa page Facebook, Salmo annonce la sortie d'un quatrième album studio publié par Machete Empire Records et l'album live S.A.L.M.O. Documentary. Ce dernier est aussi publié en téléchargement payant le 6 juin. Il est suivi par le single intitulé Mussoleeni. Le 5 août 2014, le rappeur enregistre La bestia in me, issue de la mixtape Machete Mixtape III, publiée en septembre par Machette Records. Le 2 septembre, Red Bull publie sur son site web le clip de la chanson Venice Beach, issue de Machete Mixtape III.

### Hellvisback(depuis 2015)

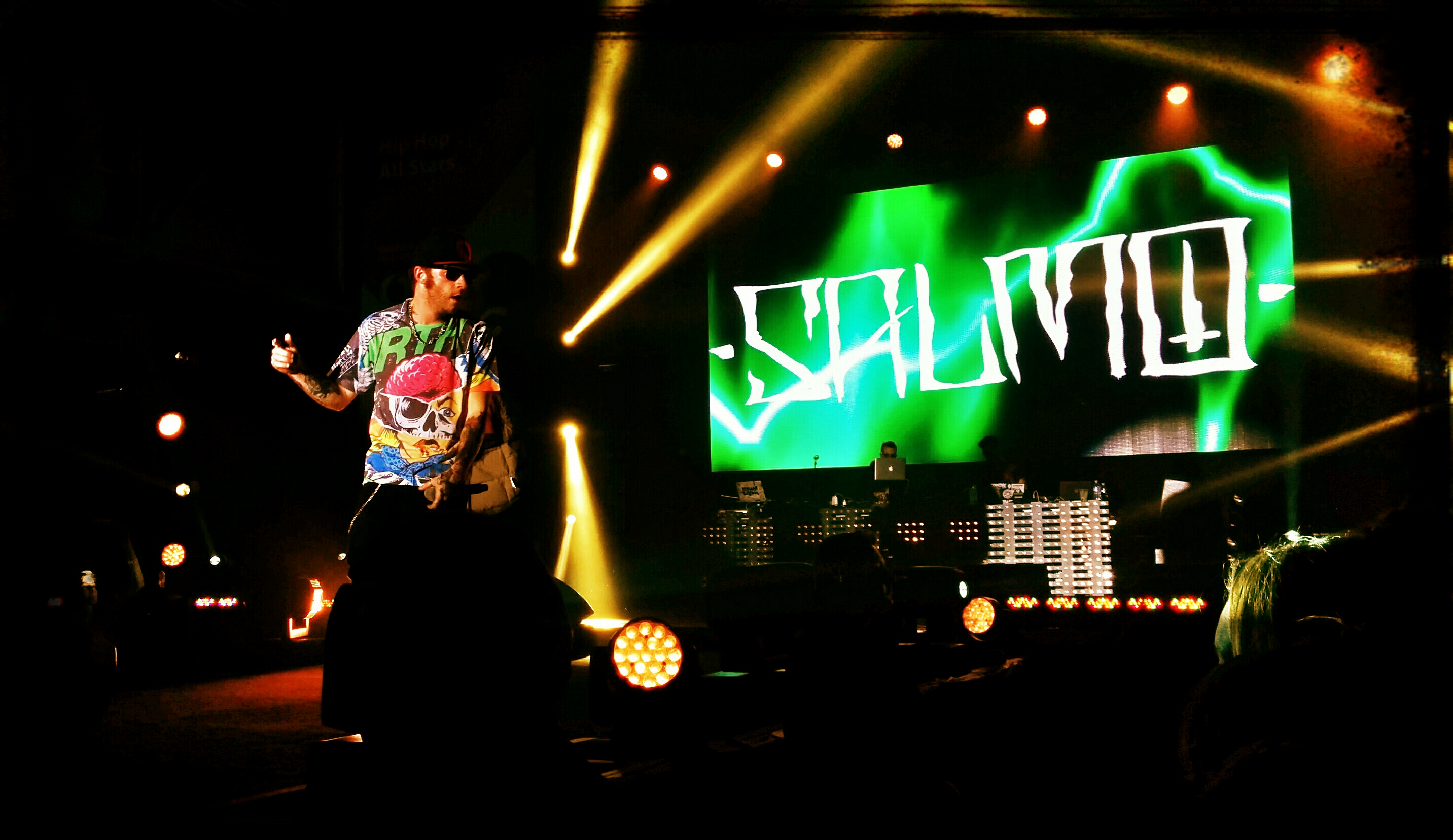
Salmo à Milan en 2014.

En 2015 Salmo s'associe avec Noyz Narcos et Fritz da Cat pour enregistrer la chanson Dal tramonto all'alba, publiée comme troisième single de l'album Localz Only, le 29 mars la même année.
Le 18 décembre 2015, Salmo ha publie le single 1984, entièrement composé par lui, et suivi par un clip. Puis sort son quatrième album studio Hellvisback, le 5 février 2016.
L'album reçoit un bon succès en Italie, débutant premier des classements italiens, et certifié disque d'or par la Federazione Industria Musicale Italiana (FIMI) pour 25 000 exemplaires vendus ; l'année suivante, il compte 50 000 exemplaires, et s'élève au rang du disque de platine.

## Discographie

### Albums studio
- 2011 : The Island Chainsaw Massacre
- 2012 : Death USB
- 2013 : Midnite
- 2014 : S.A.L.M.O. Documentary
- 2016 : Hellvisback
- 2018 : Playlist
- 2021 : Flop
- 2022 : Blocco 181 Original Soundtrack
- 2023 : CVLT
- 2025 : RANCH

### Albums collaboratifs
- 2004 : Terapia (avec Skasico)
- 2006 : 21 Grams (avec Skasico)
- 2008 : Orange Bloom EP (avec Skasico)
- 2010 : Merciful Bullets (EP) (avec Three Pigs' Trip)